# Скионе
Скионе (на старогръцки: Σκιώνη, новогръцко произношение Скиони) е античен гръцки град на южния бряг на полуостров Палене, най-западният ръкав на Халкидика. Развалините му са разположени на 3 километра югоизточно от днешното селище Неа Скиони.

## История
Скионе е основан около 700 пр. Хр. колонисти от Ахея и е най-старият град на Палене. Тукидид в „История на Пелопонеската война“ го споменава на второ място (от юг на север) след Терамбос (при Палюри). Скионците твърдели, че техните предци се заселили на мястото, след като корабите на палинийците били унищожени от троянските жени, които те отвлекли след края на Троянската война. Основател на града е Протезилай, изобразен на лицевата страна на скионските монети. Градът е разположен на двойното възвишение Митикас, спускащо се към морето. На единия хълм е разположен акрополът, а на другия крайградският лагер.
По време на Персийските войни градът е принуден да подпомага персите. След това градът е част от Атинския морски съюз. По време на Пелопонеската война, веднага след примирието между Спарта и Атина в началото на 423 година пр. Хр., Скионе се разбунтува срещу атинската власт, насърчаван от спартанския военачалник Бразид с обещания за подкрепа. След като Платея е завладяна от спартанците и жителите ѝ прогонени земята е дадена на колонисти от Скионе. Атиняните обаче изпращат флот да завладее обратно Менде и Скионе. Менде е завладян, а Скионе обсаден и през лятото на 421 година пада. Всички мъже са избити, жените и децата поробени, а земята е дадена на платейците. Тим Рууд пише, че „Тукидид ни кара да чувстваме желанието на Скионе за свобода“ и според него резултатът на разказа „не е критика на глупостта на Скионе, а патос“. У Робърт Конър казва, че „окончателното разрушение на Скионе е едно от най-забележителните събития във войната и почти всеки гръцки читател ще знае съдбата му“.
Страбон споменава Скионе заедно с Касандрия, Менде, Афитос и Сане като един от градовете, които съществуват на Палене в I век пр. Хр.
През римската епоха Скионе „почти е изчезнал“.

## Личности
- Айтила, митологична основателка на града
- Протезилай, митологичен основател на града
- Скилияс, плувец, герой от Гръко-персийските война
- Хидна, плувкиня, героиня от Гръко-персийските войни